# Лидберг, Исак
И́сак Лидберг (швед. Isac Lidberg; род. 8 сентября 1998, Стокгольм) — шведский футболист, нападающий немецкого клуба «Дармштадт 98».
Сын греко-римского борца Мартина Лидберга.

## Ранние годы
Родился в столичном Стокгольме, вторым ребёнком в семье олимпийского чемпиона по греко-римской борьбе Мартина Лидберга. Его дядя, Джимми, также медалист Олимпиады. Он также занимался борьбой и имел большие успехи, но решил сосредоточиться на футбольной карьере. Мечтал выступать в мюнхенской «Баварии», его кумиром был немецкий нападающий Марио Гомес.

## Клубная карьера
Начал карьеру в составе клуба четвёртого дивизиона «Хегерстен», в 2011 году попал в структуру «Хаммарбю». После возвращения последних в высший дивизион, подписал свой первый профессиональный контракт. 13 июля 2015 года в матче против «Фалькенберг» он дебютировал в составе клуба. На тот момент, Линдеберг стал самым молодым игроком дебютировавшим в Аллвенскане.
30 марта 2017 года Исак стал игроком «Отвидаберг» и подписал трёхлетний контракт. В январе 2018 года норвежский «Старт» выкупил контракт нападающего и заключил соглашения на два года. В августе он был отдан в аренду до конца сезона «Хам-Кам». В феврале 2019 года на правах аренды до конца сезона стал игроком «Броммапойкарна».
В феврале 2020 года стал игроком «Ефле». 1 мая 2021 года Линдберг стал игроком нидерландского клуба «Гоу Эхед Иглз», контракт включал опцию продления ещё на сезон. 13 августа в матче против «Херенвена» он дебютировал в Эредивизи.
18 июля 2023 года Исак стал игроком клуба «Утрехт». 20 августа в матче против «Херенвена» он дебютировал за новый клуб, выйдя на замену вместо Виктора Йенсена. 26 ноября в поединке против роттердамской «Спарты» Исак забил первый гол за новый клуб.
16 августа 2024 года перешёл в немецкий «Дармштадт 98».